# Bojići (Kolašin)
Pour les articles homonymes, voir Bojići.
Bojići (en serbe cyrillique : Бојићи) est un village du centre du Monténégro, dans la municipalité de Kolašin.

## Démographie

### Évolution historique de la population
| 1948 | 1953 | 1961 | 1971 | 1981 | 1991 | 2003 |
| ---- | ---- | ---- | ---- | ---- | ---- | ---- |
| 206  | 207  | 200  | 210  | 206  | 190  | 156  |